# Francisca Ricinski
Francisca Ricinski, auch Francisca Ricinski-Marienfeld, (* 18. November 1943 in Tupilați, Kreis Neamț, Rumänien) ist eine deutsche Schriftstellerin, die ihre Werke in rumänischer, deutscher und französischer Sprache verfasst.

## Leben und Werk
Francisca Ricinski studierte Romanistik und Altphilologie an der Universität Bukarest sowie Theologie an der Domschule Würzburg und am Institut für Diakonat und pastorale Dienste in Münster. Sie lebt seit 1980 in Deutschland und war von 1985 bis 2003 Angestellte des Deutschen Bundestags. Francisca Ricinski verfasst Lyrik, Kurzprosa, Theaterstücke und Literatur für Kinder. Außerdem ist sie tätig als Journalistin, Fotografin und Übersetzerin (rumänisch, italienisch, französisch, russisch, deutsch), die Gedichte von Hans Arp, Rose Ausländer, Jürgen Becker, Theo Breuer, Crauss, Sarah Kirsch, Karl Krolow, Gregor Laschen, Kurt Marti, Andreas Noga u. a. ins Rumänische übertrug. Francisca Ricinski ist leitende Redakteurin der Literaturzeitschrift Matrix, Mitherausgeberin des Literaturmagazins Dichtungsring sowie Kollegiumsmitglied bzw. Redakteurin der rumänischen Zeitschriften Poezia und Antiteze.
Francisca Ricinski lebt in Bonn.

## Einzeltitel (Auswahl)
- Immerwo, lyrische Prosa (2010).
- Zug ohne Räder / Trenul fără roţi, lyrische Prosa, rumänisch und deutsch (2008).
- Auf silikonweichen Pfoten, Kurzprosa (2005).
- Die Stelzen, Theaterstück (2005).[2]
- Dein Name wie Licht, Gedichte (1990).
- Augenblick der Wärme, Gedichte (1987).
- Zaunfreie Gärten, Gedichte (1985).
- Die Überraschungen des Spieles, Gedichte (1980).
- Spielzeuge mit Herzen, Theaterstück (1978).
- Der Wächter, Theaterstück (1977).
- Reise durch die Kindheit, Gedichte (1977).
- Als käme noch jemand, Lyrische Prosa und Erzählcollagen (2013).

## Anthologien und Literaturzeitschriften (Auswahl)
- Theo Breuer (Hg.), Matrix 28. Atmendes Alphabet für Friederike Mayröcker. (2012).
- Axel Kutsch (Hg.), Versnetze_drei. Deutschsprachige Lyrik der Gegenwart (2010).
- Shafiq Naz (Hg.), Der deutsche Lyrikkalender 2011 (2010).
- Constantin Abaluta (Hg.), It might take me years / Mi-ar trebui un sir de ani. Zweisprachige Anthologie des rumänischen PEN-Zentrums (2009).

- Literaturzeitschriften: Dichtungsring, Krautgarten, Kritische Ausgabe, Literaturkritik.de, Matrix, Ort der Augen.

## Übertragung
- Abgenutzter Engel. Zehn rumänische Dichter, ins Deutsche übertragen und herausgegeben von Thomas Krämer und Francisca Ricinski (2004).
- Thomas Krämer, Taceri de toamna in frunze / Stilllaub - Herbstleben, ins Rumänische übertragen von Francisca Ricinski (2006).